# Alfons Wnętrzak
Alfons Wnętrzak (ur. 3 września 1896 w Żywcu, zm. wiosną 1940 w Charkowie) – kapitan administracji (piechoty) Wojska Polskiego, działacz niepodległościowy, ofiara zbrodni katyńskiej.

## Życiorys
Urodził się 3 września 1896 w Żywcu, ówczesnym mieście powiatowym Królestwa Galicji i Lodomerii, w rodzinie Stanisława i Anny ze Sprychów. W 1914 ukończył naukę w piątej klasie c. k. Wyższej Szkoły Realnej w Żywcu. Grał na waltorni w orkiestrze szkolnej.
W tym samym roku wstąpił do Legionów Polskich. Początkowo służył w 1 pułku piechoty. 25 stycznia 1915 został przydzielony do Komendy I Brygady LP, pozostając w ewidencji 5 pułku piechoty. Wiosną 1916 został wykazany w kadrze Komendy Grupy Polskich Legionów w Kozienicach, a 9 maja tego roku wymieniony w spisie imiennym kompanii marszowych w tym garnizonie. 26 czerwca 1917 w żywieckiej szkole realnej „złożył maturę przyśpieszoną”. W 1918 służył w II Korpusie Polskim w Rosji, a następnie działał w Polskiej Organizacji Wojskowej.
W latach 1918–1920 walczył w szeregach Wojska Polskiego. 21 sierpnia 1919 jako podoficer byłych Legionów Polskich służący w 8 pułku piechoty Legionów został mianowany z dniem 1 sierpnia tego roku podporucznikiem w piechocie.
Po zakończeniu działań wojennych pozostał w wojsku jako oficer zawodowy i kontynuował służbę w 8 pułku piechoty Legionów w Lublinie. 3 maja 1922 został zweryfikowany w stopniu kapitana ze starszeństwem od 1 czerwca 1919 i 55. lokatą w korpusie oficerów piechoty. Później został przeniesiony do 3 pułku strzelców podhalańskich w Bielsku. 31 marca 1924 prezydent RP nadał mu stopień kapitana ze starszeństwem z dnia 1 lipca 1923 i 34. lokatą w korpusie oficerów piechoty. Z dniem 26 lutego 1925 został przeniesiony do Korpusu Ochrony Pogranicza. Służył w 12 batalionie granicznym w Skałacie. 23 grudnia 1927 został przeniesiony do kadry oficerów piechoty z pozostawieniem na dotychczas zajmowanym stanowisku w KOP. W kwietniu 1928 został przeniesiony z KOP do 3 pułku strzelców podhalańskich. W czerwcu 1933 został przeniesiony do 71 pułku piechoty w Ostrowi Mazowieckiej. W 1937 został przeniesiony do Powiatowej Komendy Uzupełnień Pińczów na stanowisko kierownika referatu. W marcu 1939 pełnił służbę w Komendzie Rejonu Uzupełnień Pińczów na stanowisku kierownika II referatu uzupełnień. W tym czasie był już przeniesiony do korpusu oficerów administracji, grupa administracyjna. Od 10 września 1939 jako dowódca kompanii plot. karabinów maszynowych typ B nr 107 walczył w składzie Grupy „Stalowa Wola”.
W nieznanych okolicznościach, po agresji ZSRR na Polskę (17 września 1939), dostał się do niewoli sowieckiej i osadzony w obozie w Starobielsku. Wiosną 1940 został zamordowany przez funkcjonariuszy NKWD w Charkowie i pogrzebany potajemnie w bezimiennej mogile zbiorowej w Piatichatkach, gdzie od 17 czerwca 2000 mieści się oficjalnie Cmentarz Ofiar Totalitaryzmu w Charkowie. Figuruje na tzw. liście Gajdideja (poz. 511).
5 października 2007 minister obrony narodowej Aleksander Szczygło mianował go pośmiertnie na stopień majora. Awans został ogłoszony 9 listopada 2007 w Warszawie, w trakcie uroczystości „Katyń Pamiętamy – Uczcijmy Pamięć Bohaterów”.

## Ordery i odznaczenia
- Krzyż Niepodległości – 15 kwietnia 1932 „za pracę w dziele odzyskania niepodległości”[36][2][37]
- Krzyż Walecznych[30]
- Medal Pamiątkowy za Wojnę 1918–1921[1]
- Medal Dziesięciolecia Odzyskanej Niepodległości[1]
- Odznaka Pamiątkowa Więźniów Ideowych[38]